# シティタワー大阪

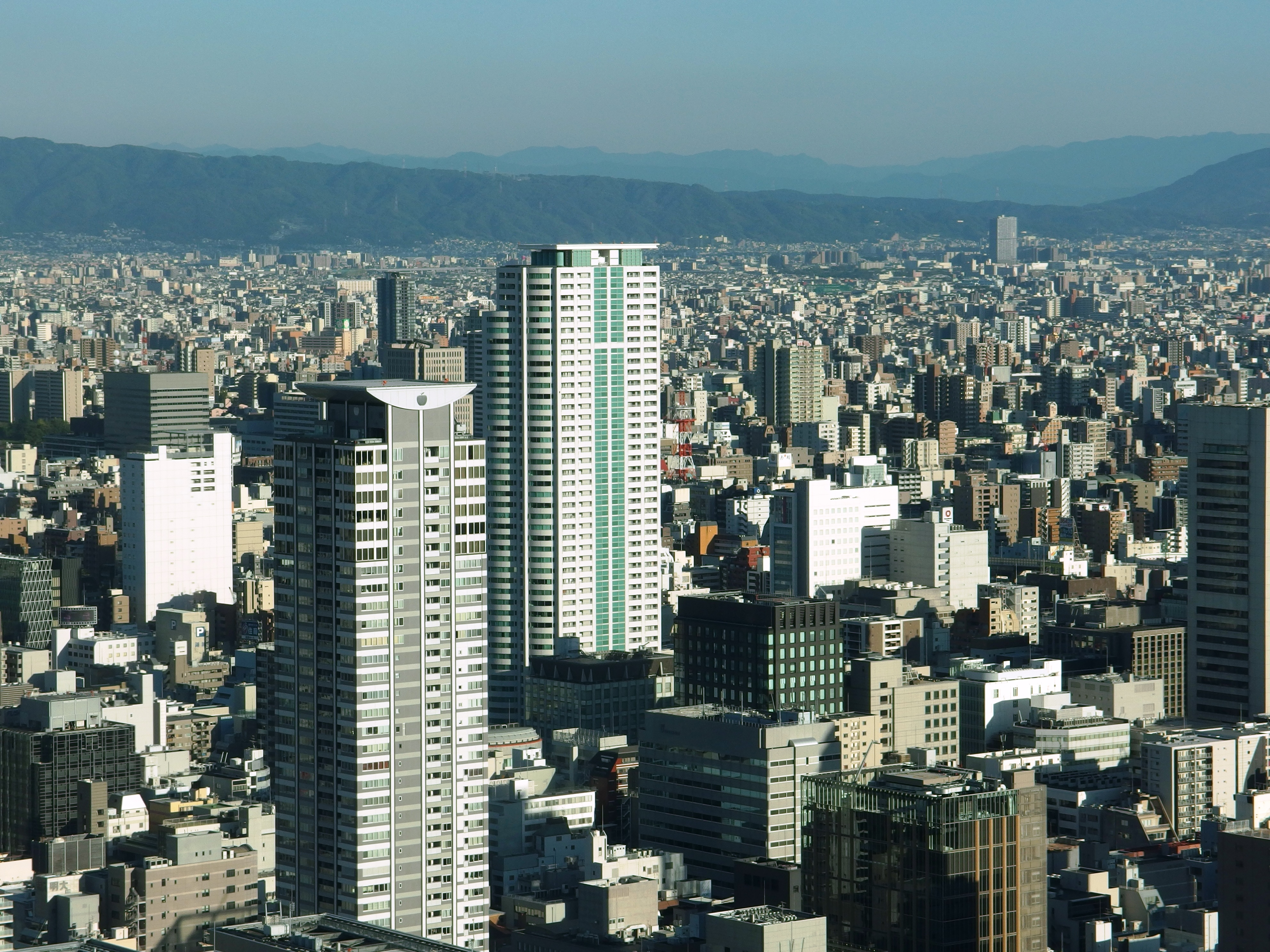
シティタワー大阪（中央）

シティタワー大阪（してぃたわーおおさか、City Tower Osaka）は、大阪府大阪市中央区瓦町一丁目にある超高層マンションである。

## 概要
トーメン本社ビルの跡地に2001年（平成13年）12月に建設が開始され、2003年（平成15年）12月に竣工した。完成当時は西日本一の高さであった。

## 構造
- 地上　50階、塔屋1階
- 地下　1階
- 敷地　3,409.93m2
- 戸数　357戸
- 高さ　169.80m
- 屋上には風揺れ抑制のための装置「スーパー・スロッシング・ダンパー」が設置されている。

## 建築・施工
- 建築主　住友不動産
- 施工者  淺沼組（新都市ハウジング協会から平成17年度CFT構造賞を受賞）[1]

## 交通
- 京阪電気鉄道、Osaka Metro堺筋線 北浜駅
- 堺筋線・中央線　堺筋本町駅